# Радиоспектакли с участием Владимира Высоцкого
Владимир Высоцкий лично принимал участие в создании 11 радиоспектаклей. Для некоторых из них он написал песни.

## Классификация
Несмотря на то, что большинство спектаклей транслировалось по радио, часть из них не являются радиоспектаклями в чистом виде.
Среди них есть дискоспектакли (то есть записи, предназначенные для издания на пластинках): «Алиса в Стране чудес», «Незнакомка», «Зелёный фургон», «Каменный гость», «Мартин Иден», а также аудиозаписи спектаклей Театра на Таганке: «Павшие и живые» и «Гамлет».

## Радиоспектакли

### 1965 г. «Павшие и живые»
- 1965 г. «Павшие и живые» :: Режиссёр: Ю. Любимов, 1965
- В спектакль вошли стихи Маяковского, Асеева, Светлова, Твардовского, Симонова, Суркова, Пастернака, Берггольц, Кульчицкого, Когана, Вс. Багрицкого, Гудзенко, Самойлова, Слуцкого, Окуджавы, Межирова, Левитанского.

### 1969 г. «Моя знакомая»
- 1969 г. Иоахим Навотный (ГДР) :: «Моя знакомая» :: Режиссёр: Вольфганг Шонендорф, 18 декабря 1969
- В ролях: О. Широкова, В. Высоцкий (Шольт), С. Цейц, Т. Пельтцер

### 1970 г. «Богатырь монгольских степей» и «Дружба на вечные времена»
Спектакль в двух частях. 
Часть первая — 1970 г. «Богатырь монгольских степей». Часть вторая — 1970 г. «Дружба на вечные времена»
Спектакль о революции в Монголии.
- Авторы пьесы: К. Тарасенко, П. Беличенко :: Режиссёр: Ф. Берман :: СССР, Всесоюзное радио, 1970
- В ролях: С. Яковлев, В. Самойлов, В. Высоцкий (Сухэ-Батор)

### 1970 г. «Альта — пароль срочного вызова»
- 1970 г. «Альта — пароль срочного вызова» :: По пьесе С. Демкина и Т. Фетисова «Красная капелла» :: Запись 11 сентября, 1970
- В ролях: А. Кузнецов, В. Абдулов, В. Высоцкий (Адам Кунгоф), Р. Плятт.

### 1971 г. «Зелёный фургон»
- 1971 г. А. Козачинский :: «Зелёный фургон» :: Инсценировка: Е. Метельская :: Режиссёр Б. Тираспольский- СССР, Всесоюзное радио, 1971
- В ролях: Е. Весник, В. Абдулов, О. Ефремов, В. Высоцкий (Красавчик). Песни В. Высоцкого в исполнении автора.

### 1971 г. «За Быстрянским лесом»
- 1971 г. «За Быстрянским лесом» :: По роману Василия Шукшина «Любавины» :: СССР, Всесоюзное радио, 1971
- В роли Кондрата Любавина — В. Высоцкий.

### 1976 г. «Алиса в Стране чудес»
- 1976 г. Л. Кэрролл :: «Алиса в Стране чудес» :: Режиссёр: О. Герасимов :: «Мелодия», 1976
- В ролях: В. Абдулов, Г. Иванова, В. Высоцкий (Попугай, Орлёнок Эд).

### 1976 г. «Мартин Иден»
- 1976 г. Джек Лондон :: «Мартин Иден» :: Режиссёр: Анатолий Эфрос :: Запись 1976
- В ролях: В. Высоцкий (Мартин Иден), И. Печерникова, О. Яковлева, Н. Волков

### 1977 г. «Незнакомка»
- 1977 г. А. Блок :: «Незнакомка» :: Режиссёр: А. Эфрос :: Запись 1977 :: «Мелодия», 1979
- В ролях: А. Эфрос, О. Яковлева, В. Высоцкий (Поэт)

### 1978 г. «Каменный гость»
- 1978 г. А. С. Пушкин :: «Каменный гость» :: Режиссёр: А. Эфрос :: Запись 1978
- В ролях: В. Высоцкий (Дон Гуан), О. Яковлева

### 1980 г. «Гамлет»
- 1980 г. У. Шекспир :: «Гамлет» :: Режиссёр: Ю. Любимов :: 1980
- В ролях: В. Высоцкий (Гамлет), В. Смехов, А. Демидова, Л. Филатов.

## Другое
- 2005 г. «Роман о девочках» — радиоспектакль по неоконченному прозаическому произведению В. Высоцкого. Использованы песни в авторском исполнении. В ролях: С. Чонишвили, Е. Шевченко, С. Колесников, А. Саладилин.
- 2007 г. «Робин Гуд» — радиоспектакль с песнями В. Высоцкого. В ролях: Л. Дуров, Н. Высоцкий, С. Бурунов, И. Пономарёва.
- 2011 г. «Чёрная свеча» (аудиокнига) — роман, совместная проза В. Высоцкого и Л. Мончинского. Читает: С. Ларионов. (По мотивам этого романа поставлен фильм «Фартовый»).

## Аудиокниги о Высоцком
- 1987 г. М. Влади «Владимир, или Прерванный полёт». Читает С. Шушакова, 2010 г.
- 1991 г. В. Золотухин «Дневники. Всё в жертву памяти твоей...» — избранные страницы одноимённой книги, звучат песни Высоцкого. Читает автор — Валерий Золотухин, 2005 г.
- 2002 г. В. Новиков «Высоцкий» (книга выходила в серии «ЖЗЛ»). Читает В. Максимов, 2006 г.